# Szkoła Chrystusowa
Szkoła Chrystusowa – czasopismo poświęcone zagadnieniom życia wewnętrznego, miesięcznik o charakterze formacyjnym.

## Historia czasopisma
„Szkoła Chrystusowa” ukazywała się w latach 1930–1939, początkowo jako dwumiesięcznik, a od 1931 roku jako miesięcznik. Jego redaktorami byli kolejno ojcowie: Florian Gmurowski, Romuald Kostecki, Bernard Przybylski i Jacek Woroniecki.